# Властос, Грегори
Гре́гори Вла́стос (англ. Gregory Vlastos; 27 июля 1907, Стамбул — 12 октября 1991, Беркли, Калифорния) — американский учёный-философ, видный специалист по ранней древнегреческой философия — досократикам, Платону и Сократу.
Доктор философии (1931), эмерит-профессор Принстона и Калифорнийского университета в Беркли, профессор Калифорнийского университета в Беркли (1976—1987), Принстона (1955-76), Корнелла (1948-55), член Американского философского общества (1989), членкор Британской академии (1982). 

## Биография
Родился в протестантской семье грека и шотландки.
Окончил частный американский Роберт-колледж в Стамбуле (1925) со степенью бакалавра философии, затем отправился продолжать своё обучение в США, против чего возражала его семья.
Там он поступил в Чикагскую духовную семинарию, которую окончил со степенью бакалавра богословия в 1929 году и был рукоположен в сан конгрегационалистского служителя, однако к практике так и не приступил.
Затем он под руководством А. Н. Уайтхеда получил степень доктора философии по философии в Гарварде в 1931 году.
В 1931-1948 годах преподавал в канадском Университете Куинс в Онтарио. В 1938 году приглашённый исследователь в Кембридже, где на него поворотное значение оказал профессор Корнфорд.
С 1948 года именной профессор философии в Корнеллском университете, с 1955 года — Принстона, в 1976—1987 годах — Калифорнийского университета в Беркли, с перерывом на заслуженное профессорство в кембриджском Колледже Христа в 1983-1984 годы.
Отмечал, что годы пенсии стали для него самым плодотворным периодом научной деятельности.
Член Американской академии искусств и наук.
Стипендиат фонда Макартуров (1990) и дважды — Гуггенхайма (1950, 1959).
Почётный доктор, в том числе от Принстона (1981) и Кембриджа.
В своих трудах он обращался к вопросам знания и метафизики, этики и политики, природы разума.
К древнегреческой философии он применил методы современной аналитической философии.
Большая часть его работ посвящена Платону.
Исходил из идеи определения сократовского метода и философии из платоновских диалогов.
До 1983 года, когда он на противоположное пересмотрел своё видение образа Сократа, Властос считал его исключительно критическим мыслителем, неспособным достигнуть самостоятельных положительных этических выводов.
Выступал против войны во Вьетнаме и с поддержкой феминизма.
Умер от рака.

## Труды
Редактор более 50 книг.
- Властос Г. Сократ и Вьетнам // Гефтер, 30.05.2012 (Обращение к выпускникам отделения классических и современных языков и литературы Калифорнийского университета в Беркли, 20 мая 1987 года. Опубликовано в: Vlastos G., Burnyeat M. Socratic Studies. Cambridge University Press, 1994. P. 127–133; перевод (кроме цитат): Ольга Алиева, 2012.)